# جوليا فاكولنكو
جوليا فاكولنكو (بالإسبانية: Julia Vakulenko)‏ مواليد 10 يوليو 1983 في يالطا، الجمهورية الأوكرانية السوفيتية الاشتراكية، الاتحاد السوفيتي، هي لاعبة كرة مضرب إسبانية سابقة بدأت مسيرتها كمحترفة سنة 1998 وكانت تلعب باليد اليمنى، اعتزلت اللعب في 2011. أعلى تصنيف لها في الفردي كان المركز الـ 32 في سنة 2007. أعلى تصنيف لها في الزوجي كان 136.

## الخط الزمني للفردي
مفتاح
| ف | ن | ن.ن | ر.ن | د# | د.م | ل | أ.أ | ت | غ | ب | ف | ذ | م.خ | ل.ت |

(ف) فاز بالبطولة (ن) وصل النهائي (ن.ن) نصف النهائي (ر.ن) ربع النهائي (د#) الأدوار الأربعة الأولى (د.م) دور المجموعات (ل) شارك في كأس ديفيز (أ.أ) خرج من الأدوار الاولى (ت) خسر التصفيات التأهيلية (غ) غاب عن الحدث أو البطولة (ب) حصل على ميدالية برونزية (ف) حصل على ميدالية فضية (ذ) حصل على ميدالية ذهبية (م.خ) بطولة الماسترز خُفضت إلى مرتبة أقل (ل.ت) البطولة لم تعقد في السنة المعينة.
لتجنب الارتباك وازدواجية الحساب، يتم تحديث هذه المعلومات إما في نهاية البطولة، أو عندما تكون مشاركة اللاعب في البطولة قد انتهت.
| الدورة               | 2002 | 2003 | 2004 | 2005 | 2006 | 2007 | 2008 | إجمالي ف/خ |
| -------------------- | ---- | ---- | ---- | ---- | ---- | ---- | ---- | ---------- |
| الجراند سلام         |      |      |      |      |      |      |      |            |
| أستراليا المفتوحة    | غ    | غ    | د2   | غ    | غ    | د2   | د1   | 2–3        |
| فرنسا المفتوحة       | غ    | د3   | د1   | غ    | د3   | د1   | د1   | 4–5        |
| بطولة ويمبلدون       | غ    | د1   | د1   | د2   | د1   | د1   | د1   | 1–6        |
| أمريكا المفتوحة      | غ    | د2   | د2   | غ    | غ    | د4   | د1   | 4–3        |
| جراند سلام فوز-خسارة | 0-0  | 3-3  | 2-4  | 1-1  | 2-2  | 4-4  | 0-4  | 12-18      |
| تصنيف نهاية العام    | 209  | 73   | 129  | 185  | 120  | 32   |      | بلا        |

- إجمالي ف/خ = إجمالي الفوز والخسارة

## روابط خارجية
- جوليا فاكولنكو على موقع رابطة محترفات التنس (الإنجليزية)
- جوليا فاكولنكو على موقع الاتحاد الدولي لكرة المضرب (الإنجليزية)
- جوليا فاكولنكو على موقع خلاصة التنس.كوم (الإنجليزية)
- جوليا فاكولنكو على موقع إي إس بي إن.كوم (الإنجليزية)